# William Wells Brown
William Wells Brown (c. 1814–6 de novembro de 1884) foi um abolicionista estado-unidense, romancista, dramaturgo e historiador nos Estados Unidos. Nascido escravisado no Kentucky, Brown fugiu para Ohio em 1834 aos 19 anos. Se estabeleceu em Boston, Massachusetts, onde trabalhou por causas abolicionistas e se tornou um escritor prolífico. Enquanto trabalhava pela abolição, Brown também apoiou causas como: sufrágio feminino, pacifismo, reforma penitenciária, redução do consumo de álcool e movimento antitabaco. Em 1847, publica suas memórias, Narrativa de William Wells Brown, escravo fugitivo, que se torna um best-seller nos Estados Unidos. Brown critica em sua obra a ausência de valores cristãos e o recorrente uso de violência pelos senhores na relação com os escravos. 
Foi contemporâneo de Frederick Douglass, com quem discutiu publicamente.

## Obras
- Narrative of William W. Brown, a Fugitive Slave. Written by Himself, Boston: The Anti-slavery office, 1847.
- Narrativa de William Wells Brown, escravo fugitivo, São Paulo: Editora Hedra, 2020.